# Briconville
Briconville é uma comuna francesa na região administrativa do Centro, no departamento Eure-et-Loir. Estende-se por uma área de 6,2 km². Em 2010 a comuna tinha 262 habitantes (densidade: 42,3 hab./km²).